# Sounds of the Loop
Sounds of the Loop är Gilbert O'Sullivans nionde studioalbum, utgivet i november 1991 i Japan på skivbolaget Toshiba TOCP. Albumet är producerat av Gilbert O'Sullivan. Först två år senare 1993 kom albumet ut med en annan låtordning och något annorlunda låtlista i England på skivbolaget Park Records.. Albumet återutgavs dessutom med bonusspår 2013 (se nedan).

## Låtlista (Japan)
1. The Best Love I Never Had
2. Not That it Bothers me
3. Sometimes
4. It's Easy to See When You're Blind
5. Having Said That
6. Divorce Irish Style
7. What a Way (to Show I Love You)
8. Came and Went
9. I'm not too Young
10. I Can Give You
11. Can't Think Straight (duett med Takao Kisugi)

## Låtlista (UK & nyutgåva från 2013)
1. Are You Happy?
2. Not That it Bothers me
3. Sometimes
4. It's Easy to See When You're Blind
5. Having Said That
6. Can't Think Straight (duett med Peggy Lee)
7. The Best Love I Never Had
8. Divorce Irish Style
9. Came and Went
10. I'm not too Young
11. I Can Give You
12. Can't Think Straight (japansk version, duett med Takao Kisugi)
13. Can't Think Straight (spansk version, duett med Silvia Tortosa)
14. What A Way To Show I Love You (A-sida singel i Japan från oktober 1991)

Fotnot: Spår 12 -14 är bonusspår på nyutgåvan som gavs ut på skivbolaget Salvo 8 april 2013.
Samtliga låtar är skrivna av Gilbert O'Sullivan.